# Gionges
Gionges település Franciaországban, Marne megyében. Lakosainak száma 239 fő (2018. január 1.). Gionges Grauves, Le Mesnil-sur-Oger, Moslins, Oger, Vertus és Villers-aux-Bois községekkel határos.

## Népesség
A település népességének változása:
| Lakosok száma | 81   | 86   | 103  | 126  | 129  | 183  | 194  | 218  | 236  | 239  |
|               | 1968 | 1975 | 1982 | 1990 | 1999 | 2011 | 2013 | 2015 | 2017 | 2018 |